# Elisabeta Rizea
Elisabeta Rizea (Domnești, 28 giugno 1912 – Pitești, 4 ottobre 2003) è stata una partigiana romena anticomunista attiva sui monti Făgăraș, nella Valacchia settentrionale.
Dopo la rivoluzione romena del 1989, è diventata il simbolo della resistenza anticomunista in Romania.

## Biografia
Rizea nacque a Domnești, un villaggio del distretto di Argeș nei Carpazi meridionali, da una famiglia di contadini. All'età di 19 anni si trasferì nel vicino villaggio di Nucșoara, dove sposò Gheorghe Rizea, un dipendente di suo zio.
Dopo la seconda guerra mondiale, l'esercito sovietico impose un governo comunista in Romania. Lo zio di Rizea, un leader locale del Partito Nazionale Contadino, sarebbe stato ucciso dalla polizia segreta il giorno delle elezioni, anche se le fonti discordano sulla data, tra il 1946 e il 1948. L'evento portò il marito di Rizea a unirsi al gruppo di guerriglia anticomunista degli Haiducii Muscelului, guidato dal colonnello Gheorghe Arsenescu. Elisabeta si occupò di provvedere al cibo per i guerriglieri.
La notte del 18 giugno 1949, i membri del gruppo di Arsenescu caddero in un'imboscata da parte delle truppe della Securitate: nello scontro a fuoco che ne seguì, due agenti furono uccisi e il gruppo scappò attraverso un cordone di sicurezza gettato intorno all'area. Di conseguenza la Securitate si impegnò in una massiccia caccia all'uomo: Rizea fu arrestata per aver aiutato il gruppo partigiano, picchiata e portata nel carcere di Pitești, dove fu detenuta per 18 mesi prima di essere processata e condannata a sette anni di reclusione.
Dopo essere uscita di prigione, Rizea continuò a fornire cibo e informazioni ai combattenti anticomunisti sulle montagne. Quando Arsenescu fu arrestato nel 1961, Rizea fu nuovamente processata, dichiarata dușman al poporului ("nemico del popolo") e condannata a 25 anni di carcere, e fu mandata in un penitenziario femminile per prigioniere politiche a Mislea. Tre anni dopo, nel 1964, fu liberata in virtù di un'amnistia generale.
Negli anni di prigionia fu sottoposta a varie forme di tortura: secondo le sue stesse dichiarazioni, fu appesa per i capelli ad un gancio e picchiata fino allo svenimento, fu anche scalpata, sottoposta a bruciature e picchiata con una pala. Al suo rilascio dalla prigione, non aveva capelli e non riusciva a camminare, poiché le sue ginocchia erano state distrutte dalla tortura.
Dopo la caduta del comunismo nel 1989, la sua storia divenne nota a seguito di un'intervista inclusa nel documentario del 1992 Memorialul Durerii di Lucia Hossu-Longin. Nel maggio 2001 l'ex re Michele I di Romania visitò Rizea nella sua casa di Nucșoara. Durante la visita la donna dichiarò ai giornalisti: "Quando questi disgraziati comunisti sono saliti al potere, ci hanno tolto tutto, la terra, i carretti di legno, i capelli dalle nostre teste. Tuttavia, ciò che non potevano prendere era la nostra anima."
Morì nel 2003 di polmonite virale, in un ospedale di Pitești.

## Riferimenti nella cultura di massa
In un sondaggio del 2006 condotto dalla televisione rumena per identificare i "100 più grandi rumeni di tutti i tempi", Rizea si classificò al 58º posto. Quando ci fu una proposta per costruire un monumento in memoria della resistenza anticomunista, il nome di Rizea fu il primo della lista e ricevette il massimo sostegno dalle organizzazioni civiche rumene. A partire dal 2019 sono stati attuati dei progetti per trasformare la sua casa a Nucșoara in un museo.